# Ménie Muriel Dowie
Ménie Muriel Dowie (ur. 15 lipca 1867 w Liverpoolu, zm. 25 marca 1945 w Tucson, Arizona) – angielska pisarka, autorka książek podróżniczych.
Pochodziła z rodziny kupieckiej; po kądzieli była potomkinią szlachty szkockiej, wnuczką szkockiego pisarza Roberta Chambersa. Uzyskała staranne wykształcenie humanistyczne, znała – po studiach w Paryżu i Stuttgarcie – język francuski i niemiecki. Przez krótki czas zajmowała się sztuką recytatorską.
W 1890 odbyła podróż na Pokucie i Huculszczyznę, prawdopodobnie ze względów zdrowotnych. Trasa podróży wiodła z Kołomyi, przez Delatyn, Mikuliczyn, Kosmacz, Żabie po Czarnohorę i z powrotem przez Kosów i Kołomyję. Dowie odwiedziła także Lwów i Kraków, była na Wawelu w czasie budowy krypty grobowej Mickiewicza. Nawiązała kontakt m.in. z literatem Danielem Petryckim. Rychło po powrocie przygotowała pisemną relację z podróży, która jako A Girl in the Karpathians (Panna w Karpatach) okazała się jej debiutem literackim. Książka wyszła nakładem wydawnictwa G. Philip & Son w 1891, z ilustracjami wykonanymi przez przyjaciółkę i siostrę autorki według szkiców Dowie. Autorka zawarła swoje obserwacje i wrażenia, w tym poszukiwania w nawiązaniu kontaktów z mieszkańcami Huculszczyzny; na przeszkodzie znalezieniu wspólnego języka stała nie tylko bariera językowa, ale zapewne i nietypowa dla miejscowej ludności osoba podróżniczki, młodej, wyemancypowanej kobiety w szkockim stroju, palącej papierosy i o śmiałym stosunku do mężczyzn.
Książka, opatrzona dedykacją po polsku „Do mego miłego”, doczekała się szybkich wznowień (jeszcze w tym samym 1891 roku ukazały się trzy dalsze edycje) i zyskała życzliwe przyjęcie czytelników (zarazem mniej życzliwy odbiór krytyki). Czwarte wydanie ukazało się już pod nazwiskiem małżeńskim Dowie, która wyszła w tymże roku za Henry’ego Normana (1858-1939), dziennikarza i polityka, późniejszego członka parlamentu z ramienia partii liberalnej. Po wyjściu za mąż Ménie Norman towarzyszyła mężowi w podróżach, była m.in. w Egipcie i na Bałkanach. Pisała też na temat równouprawnienia kobiet w londyńskim piśmie „The Daily Chronicle” (mąż był współwydawcą gazety), a także ogłaszała kolejne książki (m.in. Gallia, 1895; The Crook of the Bough, 1898; Love and His Masks, 1901).
W 1903 po głośnym skandalu rozeszła się z mężem i wyszła za majora Edwarda Fitzgeralda (zmarł w 1931). Wycofała się w tym czasie z pracy literackiej, odbywała kolejne podróże. Wiele lat spędziła w Indiach, a po powrocie do Anglii osiadła na wsi, zyskując sławę hodowczyni krów i owiec. W czasie II wojny światowej, w obawie przed klęską Brytyjczyków, wyjechała do USA, gdzie krótko przed końcem wojny zmarła. W maju 1943 przeżyła śmierć swojego jedynego syna, komandora Nigela Normana, który zginął w katastrofie lotniczej jako oficer RAF.